# Relational Interface System
Relational Interface System (RIS) (дословно, система реляционного интерфейса)  — разработанное Intergraph Corporation программное обеспечение (ПО) промежуточного слоя для связи клиентского ПО с сервером БД (СУБД).
RIS является обобщенным SQL-интерфейсом, который позволяет прикладным программам обращаться к базам данных, использующим SQL.
RIS позволяет программному приложению обращаться к различным СУБД (включая, но не ограничиваясь, Oracle, Informix, Ingres, Sybase, Rdb, DB2, IBM AS/400, Microsoft SQL Server) через общий интерфейс.

Система RIS была разработана намного раньше ODBC и первоначально функционировала на различных вариантах UNIX (включая CLIX), а впоследствии на компьютерах Apple и Windows.

## Архитектура
Программное приложение связывается с подсистемой RIS, а RIS обеспечивает необходимую трансляцию в протокол, понятный основному модулю базы данных. Это даёт возможность во время эксплуатации переключать приложения, написанные для RIS, между различными системами баз данных без изменения их исходного кода. Интерфейс пользователя RIS и интерфейс прикладного программирования для RIS независим от присоединённой базы данных.
Интерфейс RIS в основном состоит из четырёх частей: приложение, RIS-клиент, RIS-сервер данных и собственно СУБД. При этом приложение и СУБД являются сторонними компонентами и не входят в продукты Intergraph RIS.
RIS-клиент обычно выполняется на той же самой системе, что и приложение. RIS-сервер выполняется на той системе, где находится ядро
базы данных (наиболее типичный случай), на другой удалённой выделенной для него системе в сети, на общей системе, на которой выполняется
программное обеспечение клиента и приложения, или, наконец, на единой системе, где функционируют все четыре компонента. Исключение составляет DOS RIS. Под DOS
программное обеспечение клиента не располагается на той же самой системе, что и приложение.

## Области применения
Технология RIS использовалась, например, в геоинформационных системах на платформе Modular GIS Environment, цифровых фотограмметрических станциях ImageStation, системах контроля периметра I/Security, системах САПР (таких, как MicroStation) и системе твердотельного проектирования/моделирования I/EMS (прародителе Solid Edge).